# Pseudalsophis thomasi
Pseudalsophis thomasi — вид змій родини полозових (Colubridae). Ендемік Галапагоських островів.

## Поширення і екологія
Pseudalsophis thomasi мешкають на островах Сантьяго і Рабіда в архіпелазі Галапагоських островів.